# Granger (Washington)
Granger és una població dels Estats Units a l'estat de Washington. Segons el cens del 2000 tenia 2.530 habitants.

## Demografia
Segons el cens del 2000, Granger tenia 2.530 habitants, 570 habitatges, i 501 famílies. La densitat de població era de 781,5 habitants per km².
Dels 570 habitatges en un 60,5% hi vivien nens de menys de 18 anys, en un 68,2% hi vivien parelles casades, en un 13,3% dones solteres, i en un 12,1% no eren unitats familiars. En el 9,8% dels habitatges hi vivien persones soles el 4,4% de les quals corresponia a persones de 65 anys o més que vivien soles. El nombre mitjà de persones vivint en cada habitatge era de 4,44 i el nombre mitjà de persones que vivien en cada família era de 4,69.
Per edats la població es repartia de la següent manera: un 43% tenia menys de 18 anys, un 14,2% entre 18 i 24, un 25,5% entre 25 i 44, un 12,2% de 45 a 60 i un 5,1% 65 anys o més.
L'edat mediana era de 21 anys. Per cada 100 dones de 18 o més anys hi havia 101,8 homes.
La renda mediana per habitatge era de 26.250 $ i la renda mediana per família de 28.026 $. Els homes tenien una renda mediana de 21.458 $ mentre que les dones 20.000 $. La renda per capita de la població era de 8.111 $. Aproximadament el 28,5% de les famílies i el 34,3% de la població estaven per davall del llindar de pobresa.

## Poblacions més properes
El següent diagrama mostra les poblacions més properes.